# Frit Forum
Frit Forum är en dansk socialdemokratisk studentorganisation. Den grundades 25 juli 1943 under namnet Socialdemokratiske Studerende, men bytte snart namn till Frit Forum då förkortningen SS blev impopulär. Idag används namnet Frit Forum - Socialdemokratiske Studerende. Organisationen har omkring 600 medlemmar. 
Organisationen har en platt struktur med ett kollektivt ledarskap, det så kallade studentersekretariat med två representanter vardera från de fem största avdelningarna (Köpenhamn, Århus, Roskilde, Odense och Ålborg).
Flera ledande socialdemokratiska politiker som Svend Auken, Mogens Lykketoft och Poul Nyrup Rasmussen har haft ledande befattningar inom organisationen. Också Centrum-Demokraten Erhard Jakobsen hade ett förflutet i organisationen.